# Дея Торис
Дея Торис (англ. Dejah Thoris) — персонаж Марсианского цикла рассказов американского писателя-фантаста Эдгара Берроуза. Является дочерью Морса Каяка — правителя Гелиума, одного из городов-государств на Марсе. Впервые появляется в романе «Принцесса Марса», впоследствии стала женой Джона Картера, главного героя, и родила ему сына Карториса и дочь Тару.

## Описание
Но есть на Красной планете и обычные красные люди. У них тоже вот-вот начнется гражданская война, а под предлогом её предотвращения правитель плохих (Доминик Уэст) пытается коварно жениться на принцессе хороших (Линн Коллинз), которая, как толстовская Аэлита, влюбляется в белого мускулистого пришельца.
Дея Торис — типичная представительница расы краснокожих марсиан, отличающихся долголетием, и ей самой несколько сот лет. Дея, как и другие марсиане, скудно одета, что было обычным явлением в описании героинь фантастических произведений, авторы которых тем самым привлекали внимание читателей. Дея Торис предстаёт как типичная Дева в беде, прекрасная принцесса, которую спасает главный герой. Более точное изображение, полуголой, соответствующее описанию Берроуза стали публиковаться с конца 90-х годов. Однако образ скудно одетой пленённой красавицы развили в своих картинах ещё Фрэнк Фразетта, Джулия Белл и Борис Вальехо.
Вот как она была описана в первой книге цикла:

…Её лицо было овальной формы и необычайно прекрасно, каждая черта его была как бы выточена и поражала своей изысканностью; глаза были огромными и блестящими, а голову её, с которой сбегали волны черных, как смоль, волос (вьющихся) украшала странная, но красившая её прическа. Её кожа была оттенка красноватой меди на фоне которой горячий румянец её щек и рубин её чудесно вырезанных губ выделялись с чарующей прелестью…
Она была также лишена одежды, как и сопровождающие её зеленые марсианки. За исключением украшений очень тонкой работы, она была совершенно обнажена, но никакие наряды не могли бы возвысить красоту её совершенной и гармоничной фигуры.

Марсианская принцесса Дея (Линн Коллинз, "Люди Икс: Начало. Росомаха"), сексуальная смесь амазонки и нобелевского лауреата в области прикладной физики, убедила его в этом еще больше. Одна беда, её отец, правитель Гелиума, хочет выдать замуж за властителя Заданги в обмен на мифический мир. А на деле обрекает свою любимую дочь и Гелиум на смерть. Но, когда выясняется, что спаси Картер очаровательную голубоглазую красотку в сексуальных отрепьях (не надо забывать, что герой-то попал на Марс из пуританской Америки второй половины XIX века, когда барышни и ножку-то приоткрыть не смели), то сможет вернуться домой, - он решает спасти планету.
- В книге моя героиня Дея Торис была просто прекрасной дамой, которая нуждается в помощи, в фильме же она сильная личность - не типичная принцесса, - замечает Линн Коллинз. - Её экранный образ мне нравится больше...В первой же сцене, когда стояла перед камерой, я поняла, что не знаю, как играть. Слишком масштабные цели стояли перед моей героиней - она борется за всю свою планету. И тогда я стала просить высшие силы помочь мне выстроить роль. Я действительно молилась, чтобы у меня все получилось, и, в конце концов, озарение пришло.

## Отзывы и критика

### Критика персонажа в экранизациях
Несмотря на то что официальная экранизация от Диснея Джон Картер была холодно встречена большинством критиков и провалилась в прокате, отзывы о персонажах по большей части получились положительные, в том числе Деи Торис в исполнении Линн Коллинз. Film.ru назвала Дею одним из немногих персонажей из-за которых стоит посмотреть фильм, вместе с тем назвав её «местной принцессой Леей». Коммерсантъ в своей статье назвал Торис «остро чувствующую ответственность за судьбы родины», отозвавшись о её сходстве с Оксаной Фёдоровой. РИА Новости назвал Дею «сексуальной смесью амазонки и нобелевского лауреата в области прикладной физики». Ведомости сравнили схожесть Аэлиты из романа Аэлита Толстого с Деей.

## Публикации

### В романах Берроуза
Дея Торис впервые фигурирует в первом романе Марсианского цикла — Принцесса Марса. Существенную роль она играет также во втором (Боги Марса), третьем (Владыка Марса), восьмом (Мечи Марса) и одиннадцатом (Джон Картер — марсианин). В других романах цикла она играет или эпизодическую роль, либо только упоминается.

### Комиксы
Дея Торис появлялась в различных адаптациях Марсианского цикла Берроуза. В 1995 году она появляется в сюжетной линии про Тарзана, опубликованного издательством Sunday comics. Она упоминается в первом выпуске Лиги выдающихся джентльменов, том II во время разговора между Джоном Картером и Гулливером Джонсом. В 2010—2012 году Dynamite Entertainment выпустило серию комиксов основанных на романе Принцесса Марса, после которой вышел отдельный спин-офф, посвящённый только Дее Торис, без Картера — Warlord of Mars: Dejah Thoris (Владыки Марса: Дея Торис), действие которых происходит за 400 лет до событий первого рассказа. Последующая серия комиксов Pirate Queen of Mars (Королева пиратов Марса), также посвящена ей.
Также «Дея Торис» является названием корабля в выпуске Поразительные Люди-Икс#98.

### Рассказы других писателей
В романе Джорджа Эффингера — Mars: The Home Front, являющегося кроссовером Марсианского цикла и Войны миров, Дея Торис похищена расой марсиан. В другом кроссовере Allan and the Sundered Veil Картер видит Торис в кристалле Алеф.

### Другие появления
Доктор Дея «Дити» Торис является протагонистом романа Роберта Хайнлайна Число зверя; кроме того Берроузовская Торис упоминается в другом романе Хайнлайна Дорога славы и играет определённую роль в одной из сюжетных линий романа Хайнлайна «Погоня за панкерой».
В новелле Дэвида Вебера The Apocalypse Troll главный герой ищет спасённую им инопланетянку по имени Дея Торис.
В книге Хунота Диаса Короткая и удивительная жизнь Оскара Уао главный герой Оскар отзывается о соседке-девочке, как о «… такой прелестной, что она могла бы сыграть роль юной Деи Торис».
В настольной игре ANDROID Дея Торис является шестой жертвой убийства и упоминается как женщина с марсианской колонии землян.

## Влияние
Вполне возможно образ Деи послужил прообразом и для Леи, Нейтири из фильма Кэмерона Аватар и Атла из рассказа Роберта Говарда Альмарик, а также Аэлиту Алексея Толстого.

## Экранизация
Особенно остро свою ответственность за судьбы родины чувствует похожая на Оксану Федорову принцесса (Линн Коллинз). Но, увы, единственное, чем она может помочь народу,— выйти замуж из политического расчета, хотя этот путь своенравной принцессе крайне неприятен, а после знакомства с прыгучим кавалеристом и подавно.
Экранизировать Марсианский цикл Берроуза пытались ещё при жизни самого автора, однако каждый раз экранизация терпела провал. Первым фильмом всё-таки вышедшим на экран стал мокбастер 2009 года от студии The Asylum — Принцесса Марса, являющаяся вольной интерпретацией первого романа из Марсианского цикла. Роль Деи Тоис исполнила Трэйси Лордс..Фильм вышел как мокбастер к выходу фильма Джеймса Кэмерона Аватар обзаведясь тэглайном The Original Story that Inspired James Cameron’s Avatar (рус. Оригинальная история вдохновившая Джеймса Кэмерона на Создание "Аватара"), причём версия фильма для показа по телевизору называлась «Аватара Марса»
Второй экранизацией стал фильм производства Walt Disney Pictures — Джон Картер, основанный также на Принцессе Марса; роль Деи Торис исполнила Линн Коллинз. Сценарист фильма Эндрю Стэнтон в интервью рассказал что всегда хотел усилить историю любви Джона Картера и Деи Торис, а его любимая сцена, когда Джон врывается в свадебные покои Деи Торис, чтобы сорвать её брак с Саб Тана. Известно что на свадебный наряд для Деи Торис костюмеры использовали 120 000 стразов Сваровски, которые пришивались вручную. Сама исполнительница роли Деи Тоис Линн Коллинз в интервью призналась, что роль ей давалась тяжело, вплоть до того, что приходилось молиться; к тому же, по её убеждению, экранный образ девы-воительницы Деи Торис подходит больше, чем образ принцессы в беде.